# Blakely-sziget
A Blakely-sziget (SENĆOŦEN nyelven XEMXEMIȽĆ, kiejtése: x̣əmx̣əmíɬč) az Amerikai Egyesült Államok Washington államának San Juan megyéjében fekszik.
A sziget névadója Johnston Blakeley tengerésztiszt. A Thatcher-öböl egykor a salishok falvai voltak. 2014-ben az öbölből veszélyes anyagokat szállítottak el.
A Seattle Pacific University 391 hektáros biológiai kutatóállomást tart fenn.

## Éghajlat
A sziget éghajlata mediterrán (a Köppen-skála szerint Csb).
| Hónap                         | Jan.  | Feb.  | Már. | Ápr. | Máj. | Jún. | Júl. | Aug. | Szep. | Okt. | Nov.  | Dec.  | Év    |
| ----------------------------- | ----- | ----- | ---- | ---- | ---- | ---- | ---- | ---- | ----- | ---- | ----- | ----- | ----- |
| Rekord max. hőmérséklet (°C)  | 18,3  | 20,6  | 26,1 | 28,3 | 32,2 | 35,0 | 38,3 | 35,0 | 31,1  | 27,8 | 20,6  | 23,3  | 38,3  |
| Átlagos max. hőmérséklet (°C) | 7,2   | 9,2   | 11,3 | 14,3 | 17,6 | 20,1 | 22,3 | 22,3 | 19,7  | 15,1 | 10,6  | 7,9   | 14,8  |
| Átlaghőmérséklet (°C)         | 4,3   | 5,7   | 7,3  | 9,8  | 12,6 | 14,9 | 16,7 | 16,7 | 14,7  | 11,1 | 7,3   | 5,1   | 10,5  |
| Átlagos min. hőmérséklet (°C) | 1,4   | 2,4   | 3,4  | 5,3  | 7,6  | 9,8  | 10,9 | 11,0 | 9,7   | 7,0  | 4,2   | 2,2   | 6,3   |
| Rekord min. hőmérséklet (°C)  | −14,4 | −12,8 | −7,8 | −2,8 | −0,6 | 0,6  | 1,7  | 0,6  | −7,2  | −5,0 | −12,2 | −15,6 | −15,6 |
| Átl. csapadékmennyiség (mm)   | 90    | 62    | 58   | 46   | 39   | 35   | 20   | 25   | 36    | 67   | 98    | 97    | 673   |
| Forrás: Weatherbase           |       |       |      |      |      |      |      |      |       |      |       |       |       |

## Fordítás
- Ez a szócikk részben vagy egészben  a   Blakely Island, Washington című angol Wikipédia-szócikk ezen változatának fordításán alapul.  Az eredeti cikk szerkesztőit annak laptörténete sorolja fel. Ez a jelzés csupán a megfogalmazás eredetét és a szerzői jogokat jelzi, nem szolgál a cikkben szereplő információk forrásmegjelöléseként.